# Gustave Paul Cluseret

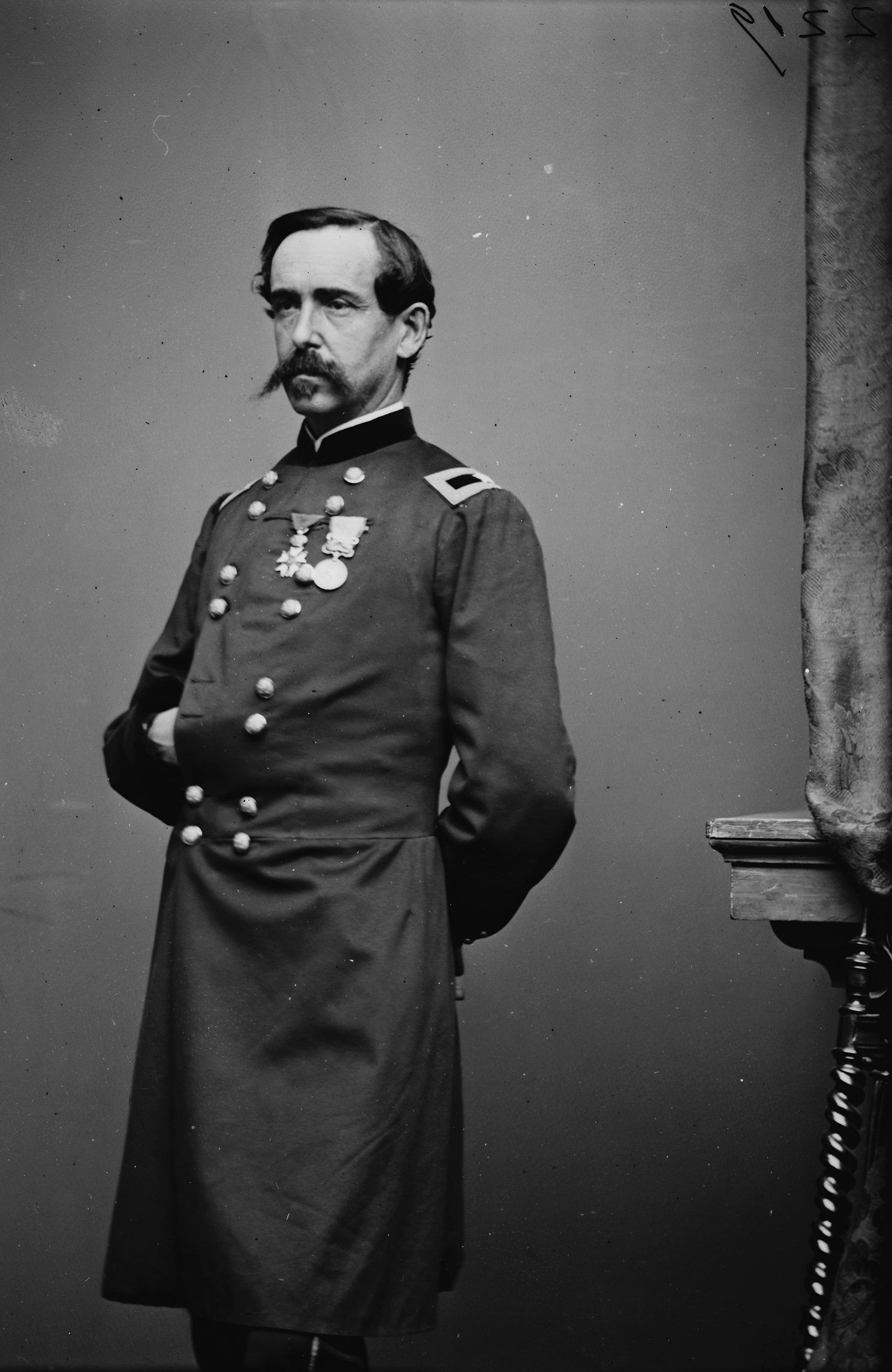
Gustave Paul Cluseret

Gustave Paul Cluseret (* 13. Juni 1823 in Paris; † 21. August 1900 bei Toulon) war ein französischer Offizier und Mitglied der Pariser Kommune.

## Leben
Cluseret wurde 1843 Sous-lieutenant, trat bei der Revolution von 1848 als Capitaine in die Mobilgarde ein und wurde 1855 Capitaine im 8e bataillon de chasseurs à pied. (8. Jägerbataillon). 1858 nahm er seinen Abschied und machte dann in Sizilien und Neapel die italienischen Kämpfe als Oberst unter Garibaldi mit. In demselben Dienstrang ging er 1861 während des Amerikanischen Bürgerkriegs zur Armee der Nordstaaten und wurde dort 1862 zum Brigadegeneral befördert. Bis 1864 gab er auch die Wochenschrift New Nation in New York heraus, die unter anderem die Wahl John C. Frémonts zum Präsidenten empfehlen sollte.
1867 kehrte er wieder nach Frankreich zurück, schrieb dort für sozialistische Blätter und nahm auch Kontakt zu Bakunin auf. Nachdem im September 1870 die Republik erklärt worden war, traf Cluseret in Lyon ein, wo man ihm die Formierung eines Bataillons Freischützen übertrug. Er versuchte dort, eine Republik nach den Grundsätzen von 1793 und eine Konföderation der südlichen Provinzen Frankreichs ins Werk zu setzen. Am 28. September 1870 drang er mit seinem Bataillon ins Stadthaus ein und erklärte, dass die öffentliche Gewalt fortan dem Komitee des öffentlichen Wohls angehören sollte. Sich selbst ließ er zum Chef der nationalen Verteidigung von Lyon ernennen. Die Nationalgarde warf jedoch den Aufruhr nieder. Cluseret konnte entfliehen und setzte seine Tätigkeit in Marseille fort, wo er aber ebenfalls scheiterte.
Über Genf ging er im Januar 1871 nach Paris. Cluseret konnte wieder Oberwasser gewinnen, als die Kommune in Paris am 18. März eine erfolgreiche Revolution anzettelte. Das föderalistische Zentralkomitee ernannte ihn am 4. April zum Chef der Kriegsverwaltung. Als solcher bemühte er sich, die militärische Brauchbarkeit der aufständischen National- und Mobilgarde zu verbessern. Er entfernte die Unfähigen aus den höheren Befehlsstellen und ließ sie z. T. auch verhaften und führte am 6. April die allgemeine Dienstpflicht in der Nationalgarde für alle Männer zwischen 19 und 40 Jahren ein. Das Zentralkomitee behandelte er mit Verachtung als „Auslese von unfähigen Schwätzern und feigen Schreiern“. Er selbst wurde am 30. April verhaftet und durch Louis Rossel ersetzt, nachdem das Fort Issy von seiner Besatzung schmählich geräumt worden war. Wenige Tage vor der Erstürmung von Paris durch die Regierungstruppen wurde er freigesetzt und entfloh nach England und von dort weiter nach Mexiko.
Nachdem er schon zur Zeit der Commune der Bestechlichkeit angeklagt worden war, verurteilte ihn das Kriegsgericht zu Versailles im Herbst 1872 in Abwesenheit zum Tode.
Cluseret kehrte nach einer Amnestie 1880 nach Paris zurück. Ab 1888 wurde er mehrfach in die Abgeordnetenkammer gewählt. Ab 1898 gehörte er dort der antisemitischen Fraktion Groupe antijuif Édouard Drumonts an.
Gustave Paul Cluseret starb am 21. August 1900 in der Nähe von Toulon.

## Werke
- Mémoires du général Cluseret. 3 Bde. Paris (1887–88).